# Allée des Arts
L'allée des Arts est une voie de circulation du Barcarès, en France. Elle accueille de nombreuses sculptures contemporaines.

## Situation et accès
L'allée des Arts est une promenade de front de mer, qui s'étend sur environ 1 km le long de la plage de Port-Barcarès, la station balnéaire de la commune du Barcarès, dans les Pyrénées-Orientales.

## Origine du nom
Elle porte ce nom car elle accueille des sculptures monumentales contemporaines.

## Historique
La station balnéaire de Port-Barcarès est créée dans les années 1960 sur le territoire de la commune du Barcarès par la mission Racine
Sous l'impulsion du sénateur Gaston Pams et du galeriste John Craven, l'allée des Arts est créée en 1969 afin d'accueillir un ensemble de sculptures monumentales contemporaines. Les premières sont installées en 1970.
En 2010, l'allée reçoit le label « Patrimoine du XXe siècle » avec plusieurs autres sites de la station balnéaire de Port-Barcarès.

## Bâtiments remarquables et lieux de mémoire
L'allée des Arts est également conçue comme un musée de sculptures, d'ailleurs nommé « musée des Sables » par l'architecte Georges Candilis, responsable de l'aménagement de la station balnéaire. Une collection de sculptures contemporaines est exposée tout au long de l'allée. Parmi les œuvres et les artistes exposés, :
- Don Quichotte, Michel Guino
- Lieu dit, Michael Grossert
- Le Lutin, Victor Roman (1971)
- Les Polymorphes, Jean-Marie Simonnet et Marthe Simonnet (1970)
- Le Dieu Soleil, Alicia Moï (1969)
- Six prises électriques, Peter Klasen (1971)
- Les Soleillonautes, Henri Comby, Patricia Diska, Moon Shin, Pierre-Guy Moreels, Điềm Phùng Thị, Michel Rossigneux, Ung No Lee, Yokoyama (1970)
- Le Vent, Albert Féraud
- Voiles jumelles, David Vanorbeek (2010)
- Ivan Avoscan
- Sergio de Camargo, François Morellet et Gina Pane
- Patrick Chappert-Gaujal (2007)
- Costa Coulentianos
- Giánnis Gaḯtis
- Pierre-Martin Jacot
- Mosaïque d'Isaac Mizrahi